# Qinhuai He
Qinhuai He (kinesiska: 秦淮河) är ett vattendrag i Kina. Det ligger i provinsen Jiangsu, i den östra delen av landet, nära eller i provinshuvudstaden Nanjing.
Genomsnittlig årsnederbörd är 1 291 millimeter. Den regnigaste månaden är juli, med i genomsnitt 289 mm nederbörd, och den torraste är december, med 32 mm nederbörd.